# Caminhos da Floresta
Into the Woods (bra/prt: Caminhos da Floresta) é um filme de fantasia musical produzido pela Walt Disney Pictures. É dirigido por Rob Marshall,  roteiro de James Lapine e apresenta no elenco Meryl Streep, Emily Blunt, James Corden, Anna Kendrick, Chris Pine, Lilla Crawford, Daniel Huttlestone, Tracey Ullman, Christine Baranski, Mackenzie Mauzy, Billy Magnussen e Johnny Depp. Baseado no musical homônimo da Broadway de Stephen Sondheim, o foco da trama é um casal sem filhos, que têm que acabar com uma maldição colocada sobre eles por uma bruxa vingativa, enquanto sua história entrelaça com personagens de contos de fadas, como Chapeuzinho Vermelho e Cinderela. A estreia nos Estados Unidos foi em 25 de dezembro de 2014, e no Brasil foi em 29 de janeiro de 2015.

## Enredo
Um padeiro (James Corden) e sua esposa (Emily Blunt) desejam um filho, mas sofrem com uma maldição colocada por uma Bruxa (Meryl Streep) que encontrou o pai do padeiro roubando sua horta, que continha feijões mágicos, que também foram roubados. A maldição foi colocada porque quando os feijões foram roubados a Bruxa foi amaldiçoada com o feitiço da feiura (jogado pela sua mãe). A Bruxa diz que para quebrar as maldições serão necessários quatro itens: uma vaca branca como o leite; uma capa vermelha como sangue; uma mecha de cabelo amarelo como o milho; e um sapatinho tão puro como o ouro .
Por intermédio da Bruxa, o padeiro e sua esposa encontram-se com João (Daniel Huttlestone), que vende sua vaca para o padeiro em troca de feijões mágicos (que foram roubados da Bruxa); com Chapeuzinho Vermelho (Lilla Crawford), que para na padaria para comprar doces em seu caminho para a casa da avó; com Rapunzel (Mackenzie Mauzy), filha adotiva da Bruxa, e irmã do padeiro, cuja torre é vista pela mulher do padeiro; e com a Cinderela (Anna Kendrick), que acaba encontrando a esposa do padeiro ao fugir do Príncipe (Chris Pine).
Após uma série de tentativas fracassadas, o padeiro e sua esposa finalmente são capazes de reunir os itens necessários para quebrar o feitiço. Enquanto isso, os outros personagens têm seus "felizes para sempre": Cinderela e Rapunzel se casam com seus príncipes; João mata o gigante e corta o pé de feijão; Chapeuzinho Vermelho e sua avó são salvas do Lobo (Johnny Depp) pelo padeiro e a Bruxa recupera sua juventude e beleza depois de beber a poção.
No entanto, cada um dos personagens aprende que o seu "felizes para sempre" não é tão feliz: O Padeiro está preocupado por ser um pai pobre; Cinderela está desencantada com a vida real; a Bruxa descobre que ela perdeu seus poderes com sua juventude restaurada. O crescimento de um segundo pé de feijão a partir do último feijão mágico permite que a esposa do gigante (Frances de la Tour) desça e ameace o reino e seus habitantes: Eles devem entregar João em retribuição à morte de seu marido. Enquanto isso, o que os personagens fizeram para alcançar os seus finais felizes continuam a assombrá-los: A mulher do padeiro beija o Príncipe da Cinderela e morre logo depois, ao cair de um penhasco enquanto fugia da esposa do gigante; A Bruxa "perde" Rapunzel quando ela foge com seu príncipe (Billy Magnussen); Cinderela rompe com o Príncipe após descobrir sobre sua infidelidade; e mãe e avó de Chapeuzinho Vermelho, juntamente com a mãe de João, são mortas em um tumulto causado pela esposa do Gigante.
Em sequência, os personagens sobreviventes debatem  sobre entregar João a esposa do Gigante, e logo culpam uns aos outros por suas ações individualistas que levaram à tragédia. Em última análise, culpam a Bruxa, que joga fora seu feijão restante reascendendo a maldição e recuperando seus poderes. Antes de desaparecer, ela amaldiçoa todos por serem egoístas.
Ao final, a esposa do gigante é morta, e os personagens seguem em frente com suas vidas arruinadas: o padeiro, pensando em sua esposa, está determinado a ser um bom pai; Cinderela deixa o príncipe e decide ajudar o padeiro; João e Chapeuzinho Vermelho, órfãos, vão viver com o padeiro e Cinderela. O filme termina com o padeiro contando a sua história a seu filho: "Era uma vez ..."

## Elenco
| Personagem                    | Ator                |
| ----------------------------- | ------------------- |
| A Bruxa                       | Meryl Streep        |
| A Mulher do Padeiro           | Emily Blunt         |
| Padeiro                       | James Corden        |
| Cinderela                     | Anna Kendrick       |
| O Príncipe da Cinderela       | Chris Pine          |
| Chapeuzinho Vermelho          | Lilla Crawford      |
| Lobo Mau                      | Johnny Depp         |
| João/Jack                     | Daniel Huttlestone  |
| A Mãe de João/Jack            | Tracey Ullman       |
| A Madrasta da Cinderela       | Christine Baranski  |
| Rapunzel                      | Mackenzie Mauzy     |
| Florinda                      | Tammy Blanchard     |
| Lucinda                       | Lucy Punch          |
| O Príncipe de Rapunzel        | Billy Magnussen     |
| A Avó de Chapeuzinho Vermelho | Annette Crosbie     |
| Mãe da Cinderela              | Joanna Riding       |
| A Esposa do Gigante           | Frances de la Tour  |
| Mordomo                       | Richard Glover      |
| O Pai do Padeiro              | Simon Russell Beale |

## Produção
Em janeiro de 2012, Rob Marshall foi contratado para dirigir uma adaptação do musical para Walt Disney Pictures, com James Lapine escrevendo o roteiro e Stephen Sondheim "esperado" para escrever novas músicas. O vencedor do Oscar, Dion Beebe, que anteriormente colaborou com Marshall em Chicago, Memórias de uma Gueixa e Nine será o diretor de fotografia. Sondheim confirmou que uma nova música estava sendo escrita para o filme. A Walt Disney Studios confirmou em junho de 2013, que o filme  estava em desenvolvimento e agendou uma data de lançamento para o Natal de 2014.
Com o apoio da Disney, uma leitura atualizada do roteiro dirigida por Marshall, ocorreu em outubro de 2012, e o elenco estava em processo de formação. Posteriormente, surgiram relatos em janeiro de 2013 que Meryl Streep tinha sido escalada para interpretar a Bruxa. Cinco meses depois, Tracey Ullman foi escalada como mãe de Jack.
Em abril de 2013, Johnny Depp estava em negociações finais, juntamente com Streep, para participar do filme. Em maio, James Corden, que participou da leitura do roteiro, estava em negociações para assumir o papel do Padeiro Em 10 de maio, a Disney confirmou a escalação de Streep, Depp, e Corden como a Bruxa, o Lobo Mau, e o Padeiro, respectivamente.  No mesmo mês, Emily Blunt e Christine Baranski foram divulgadas como a esposa do padeiro e a madrasta da Cinderela, respectivamente, enquanto Jake Gyllenhaal e Chris Pine entRaram em negociações para viverem os Príncipes. No entanto, Gyllenhaal desistiu do filme devido a conflitos de agenda com outro filme, e foi posteriormente substituído por Billy Magnussen. Um mês depois, Anna Kendrick começou negociações para interpretar a Cinderela no filme. Em julho, Mackenzie Mauzy, Tammy Blanchard, Lucy Punch e Daniel Huttlestone juntaram-se ao elenco. Sophia Grace Brownlee foi originalmente escalada como Chapeuzinho Vermelho. Porém a entrada de Brownlee atraiu controvérsia devido à sua idade e as conotações sexuais presentes entre Chapeuzinho e o Lobo. O elenco oficial e a sinopse do filme foram reveladas na D23 Expo em 10 de agosto de 2013. Em 16 de setembro de 2013, Lilla Crawford foi confirmada para interpretar a personagem de Chapeuzinho Vermelho, apesar dos relatos anteriores sugerindo Brownlee. Mais tarde, Dominic Brownlee falou sobre sua filha, Sophia Grace, e a retirada dela do filme dizendo: "Após cuidadosa consideração, os pais de Sophia Grace, sentiram que, quando os ensaios foram progredindo que ela era muito jovem para o papel. Foi uma decisão conjunta entre nós, o diretor e o produtor de Into the Woods para retirar Sophia Grace do filme". Outros atores como Richard Glover, Frances de la Tour, Simon Russell Beale, Joanna Riding e Annette Crosbie foram mais tarde anunciado no mesmo dia.

### Filmagens
O filme começou as filmagens em Londres Shepperton Studios em setembro de 2013, com as filmagens adicionais no Castelo de Dover, Waverley Abbey e Richmond Park. As filmagens concluíram em 27 novembro de 2013. Mas em 14 de julho de 2014, Steve Baldwin postou em um site de rede social que refilmagens foram feitas durante todo o mês de julho. No mês seguinte, no entanto, Rob Marshall negou que o filme passou por refilmagens.  Em vez disso, eles passaram três dias filmando novo material que tinha sido cortado e re-adicionado ao roteiro depois que a Disney exibiu o filme.

## Mudanças do palco as telas
Desde que foi anunciado que a Disney adaptaria Into the Woods, rumores surgiram de que o estúdio infantilizaria o musical. Os rumores afirmavam que os executivos da Disney teriam exigido que cortasse do filme a traição da mulher do padeiro com o príncipe, assim como á música Any Moment que relata o adultério, e que Rapunzel, que morre no clímax do musical, sobrevivesse.
Sondheim depois divulgou um comunicado, dizendo que o filme é uma adaptação fiel do musical e "um filme de primeira linha", com o príncipe tendo um caso com a mulher do padeiro, "Any Moment" estando no filme também, e que todos os relatórios referentes às mudanças eram falsas.
Depois, Marshall disse ao Entertainment Weekly que os fãs não devem se preocupar com as alterações feitas. Uma das mudanças foi que Rapunzel não tem a mesma sorte que ela teve no musical original. Marshall disse a EW, "o fim de Rapunzel ainda é muito escuro, é apenas um tipo diferente de escuro, e é tão angustiante, e tão triste." O diretor também disse EW que a canção "Ever After" é agora um instrumental. Outras músicas foram cortadas, Sondheim escreveu uma canção chamada "Rainbows" para o filme, além de uma nova canção escrita para a bruxa. "Foi bonito e espetacular, mas foi muito claro, tão bom quanto a música era, que [o filme] foi mais forte sem"., Marshall proclamou. Ele concluiu: "Tudo vai ficar bem claro quando as pessoas vê-lo. Eles vão entender, está tudo lá."

## Lançamento
A primeira apresentação oficial do filme aconteceu em 2013 na Disney D23 Expo. O teaser trailer oficial estreou em 31 de julho de 2014.
A Disney divulgou o primeiro featurette em 23 de Outubro, que é focado na trama e nas canções do filme.
Em 6 de Novembro, a Disney divulgou o primeiro trailer do musical, legendado, e cartazes promocionais do filme.

## Prêmios e indicações
- Prémios Globo de Ouro

| Ano  | Categoria                                          | Notas                | Resultado                   |
| ---- | -------------------------------------------------- | -------------------- | --------------------------- |
| 2015 | Globo de Ouro de melhor filme - comédia ou musical | Caminhos da Floresta | Indicado[carece de fontes?] |
| 2015 | Globo de ouro de melhor atriz - comédia ou musical | Emily Blunt          | Indicado[carece de fontes?] |
| 2015 | Globo de ouro de melhor atriz coadjuvante          | Meryl Streep         | Indicado[carece de fontes?] |

- Óscar

| Ano  | Categoria                 | Notas                         | Resultado                   |
| ---- | ------------------------- | ----------------------------- | --------------------------- |
| 2015 | melhor atriz coadjuvante  | Meryl Streep                  | Indicado[carece de fontes?] |
| 2015 | melhor design de produção | Dennis Gassner e Anna Pinnock | Indicado[carece de fontes?] |
| 2015 | melhor figurino           | Colleen Atwood                | Indicado[carece de fontes?] |